# Tropidophora
Tropidophora é um género de gastrópode  da família Pomatiasidae.
Este género contém as seguintes espécies:
- Tropidophora articulata (Gray, 1834)
- † Tropidophora bewsheri
- † Tropidophora bipartita
- Tropidophora carinata Born, 1780 - possivelmente extinta
- Tropidophora deburghiae Reeve, 1861
- Tropidophora deflorata (Morelet, 1876)
- † Tropidophora desmazuresi Crosse, 1873
- Tropidophora fimbriata (Lamarck, 1822)
- Tropidophora michaudi Grateloup, 1840 - possivelmente extinta
- Tropidophora perinetensis Fischer-Piette & Bedoucha, 1965
- Tropidophora semidecussata
- † Tropidophora semilineata
- Tropidophora tricarinata
- Tropidophora zanguebarica (Petit, 1850)